# بهزاد محمدی
بهزاد محمدی (زاده بهمن ۱۳۵۳) کارگردان، نویسنده و بازیگر تئاتر و تلویزیون اهل ایران است وی سرپرست دفتر فنی هم است.

## فیلم‌شناسی
- آژانس ازدواج (۱۳۸۹)

### تلویزیونی
- با من شوخی نکن
- باجناغ‌ها
- مهمان‌پذیر طوبی (۱۳۸۳)
- تلفن مشترک (۱۳۷۹)
- جدی نگیرید (۱۳۷۴)

### تئاتر
- دروغ چرا
- خواب پشه
- قهوه‌خانه زری خانم
- ازدواج در قهوه‌خانه
- زندگی شیشه ای
- روحش بالاس خودش کماس
- خانه سالمندان بانوان

### نمایش خانگی
- جوکر